# Apatostelis
Apatostelis é um género botânico pertencente à família das orquídeas (Orchidaceae).